# Smorzewo
Smorzewo – wieś w Polsce położona w województwie mazowieckim, w powiecie sierpeckim, w gminie Gozdowo. Ma status sołectwa.
Prywatna wieś szlachecka Smoszewo położona była w drugiej połowie XVI wieku w powiecie sierpeckim województwa płockiego. Za Królestwa Polskiego istniała gmina Smoszewo. W latach 1975–1998 miejscowość administracyjnie należała do województwa płockiego.